# Francesca da Rimini (Zandonai)
Francesca da Rimini è un'opera di Riccardo Zandonai, su libretto di Tito II Ricordi tratto dall'omonima tragedia di Gabriele D'Annunzio. La prima rappresentazione avvenne al Teatro Regio di Torino il 19 febbraio 1914.
Gli interpreti della prima rappresentazione furono:
| Ruolo                 | Interprete           |
| --------------------- | -------------------- |
| Francesca             | Linda Cannetti       |
| Samaritana            | Raquelita Merly      |
| Ostasio Il torrigiano | Osvaldo Pellegrini   |
| Giovanni              | Francesco Cigada     |
| Paolo                 | Giulio Crimi         |
| Malatestino           | Giuseppe Nessi       |
| Biancofiore           | Marina Polazzi       |
| Garsenda              | Maria Avezza         |
| Altichiara            | Maria Marek          |
| Donella               | Maria Vaccari        |
| La schiava            | Gabriella Besanzoni  |
| Ser Toldo             | Edmondo Orlandi      |
| Il giullare           | Pompilio Malatesta   |
| Il balestriere        | Giordano Paltrinieri |

Il direttore era Ettore Panizza, il maestro del coro Vittore Veneziani, gli scenografi Ugo Gheduzzi e Renato Testi.

## Trama
Il soggetto è tratto dal canto V dell'Inferno di Dante, e più direttamente dalla omonima tragedia che il librettista D'Annunzio aveva messo in scena nel 1901.
La storia si svolge a Ravenna e Rimini. 
Francesca, figlia di Guido I da Polenta, per ragioni di Stato deve sposarsi con Giovanni, detto Gianciotto, figlio deforme di Malatesta da Verucchio. Poiché Francesca certamente rifiuterebbe di sposare lo zoppo e deforme Gianciotto, nel primo atto, ricorrendo a un trucco ben architettato, le viene presentato il fratello di Gianciotto, più giovane e bello, Paolo, detto il Bello. Convinta che Paolo sia lo sposo che le è stato destinato, Francesca si innamora perdutamente di lui a prima vista; anche Paolo si innamora di Francesca, nonostante non si scambino una sola parola.

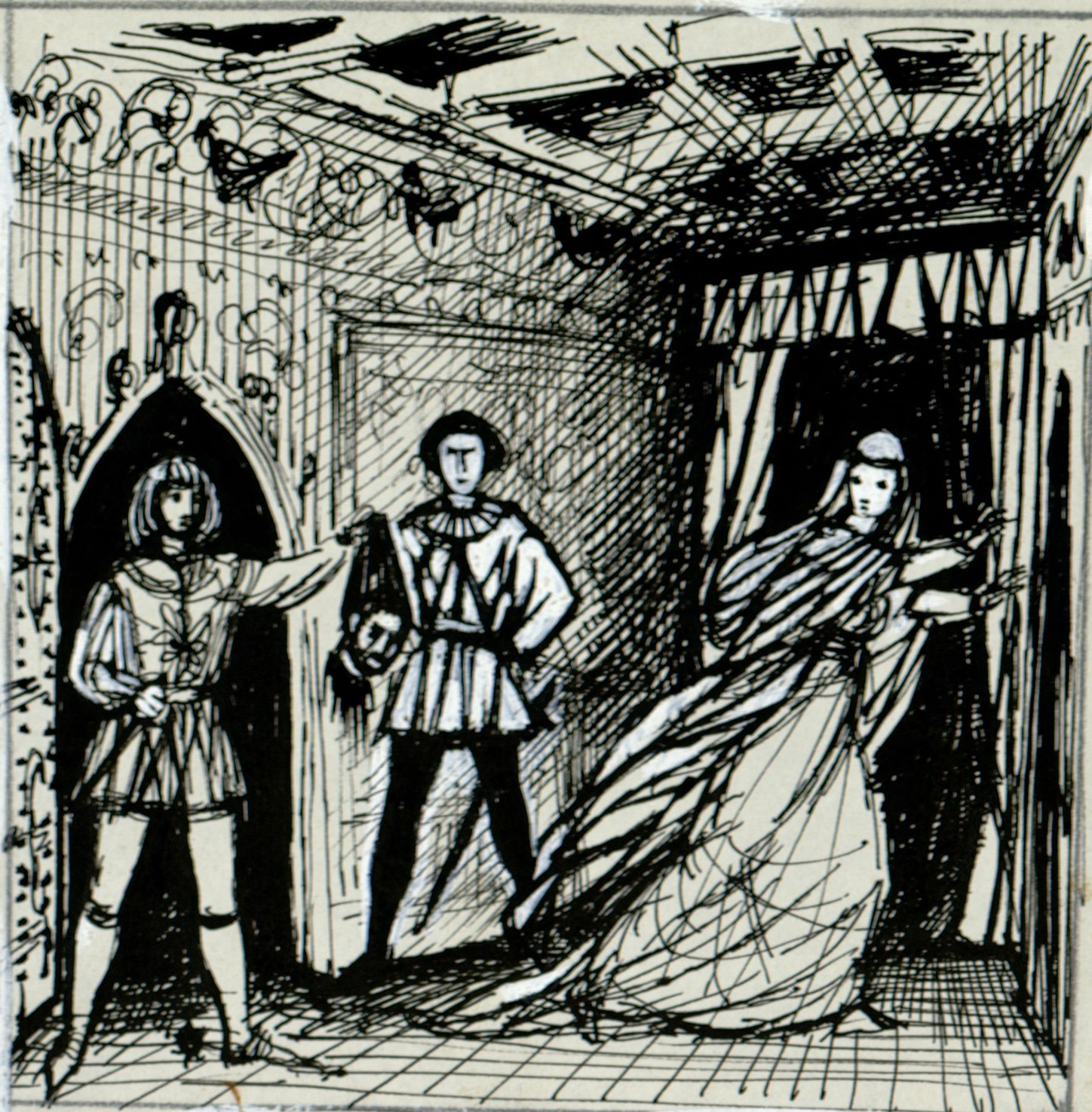
Disegno per copertina di libretto, disegno per Francesca da Rimini (s.d.). Archivio Storico Ricordi

L'atto seguente mostra un combattimento tra Guelfi e Ghibellini, sulla piattaforma di una torre dei Malatesta. Francesca, ora sposata con Gianciotto, incontra Paolo e lo rimprovera con gentilezza per l'inganno di cui è stata vittima. Egli dichiara di non avere avuto parte in quella trama e rivela la sua intensa passione per lei. Gianciotto porta la notizia dell'elezione di Paolo a Capitano del Popolo e del Comune di Firenze. Paolo parte per Firenze.
Nel terzo atto Francesca, nel suo lussuoso appartamento, sta leggendo alle sue donne la storia di Lancillotto e Ginevra. Seguono poi balli e canti per celebrare l'avvento della primavera, fino a quando, dopo una parola sussurrata da una schiava, Francesca manda via tutti. Paolo, malato di nostalgia per lei, è tornato da Firenze. Egli entra, i due continuano a leggere insieme la storia di Ginevra, fino a quando, non potendo più controllare i propri sentimenti, lasciano che le loro labbra si incontrino in un lungo bacio.
Nel quarto atto Malatestino, il fratello più giovane di Gianciotto, anch'egli attratto da Francesca, ha scoperto i suoi incontri segreti con Paolo. Poiché Francesca rifiuta di cedere alle sue avances, Malatestino racconta degli incontri a Gianciotto, che decide di accertarsi personalmente della verità. Gianciotto si pone così in agguato davanti alla porta di Francesca, e quando, sul fare del giorno, sorprende lei e Paolo insieme, li uccide entrambi.

## Incisioni discografiche
| Anno | Cast (Francesca, Paolo, Gianciotto)                     | Direttore            | Etichetta   |
| ---- | ------------------------------------------------------- | -------------------- | ----------- |
| 1952 | Maria Caniglia, Giacinto Prandelli, Carlo Tagliabue     | Antonio Guarnieri    | Fonit Cetra |
| 1958 | Ilva Ligabue, Mirto Picchi, Aldo Protti                 | Nino Sanzogno        | Myto        |
| 1959 | Magda Olivero, Mario Del Monaco, Giampiero Malaspina    | Gianandrea Gavazzeni | Myto        |
| 1961 | Leyla Gencer, Renato Cioni, Anselmo Colzani             | Franco Capuana       | Arkadia     |
| 1987 | Raina Kabaivanska, William Matteuzzi, Matteo Manuguerra | Maurizio Arena       | RCA         |

## Registrazioni video
| Anno | Cast (Francesca, Paolo, Gianciotto)                  | Direttore          | Etichetta           |
| ---- | ---------------------------------------------------- | ------------------ | ------------------- |
| 1984 | Renata Scotto, Plácido Domingo, Cornell MacNeil      | James Levine       | Deutsche Grammophon |
| 2004 | Daniela Dessì, Fabio Armiliato, Alberto Mastromarino | Maurizio Barbacini | Arthaus             |